# Qingu (köpinghuvudort i Kina, Hubei Sheng, lat 32,43, long 109,83)
Qingu (kinesiska: 秦古) är en köpinghuvudort i Kina. Den ligger i provinsen Hubei, i den centrala delen av landet, omkring 470 kilometer nordväst om provinshuvudstaden Wuhan. Antalet invånare är 23 500. Befolkningen består av 10 771 kvinnor och 12 729 män. Barn under 15 år utgör 15,0 %, vuxna 15-64 år 74 %, och äldre över 65 år 9,0 %.
Runt Qingu är det ganska tätbefolkat, med 96 invånare per kvadratkilometer. Närmaste större samhälle är Shuiping, 13,5 km söder om Qingu. I omgivningarna runt Qingu växer i huvudsak blandskog.
Genomsnittlig årsnederbörd är 1 072 millimeter. Den regnigaste månaden är september, med i genomsnitt 177 mm nederbörd, och den torraste är december, med 5 mm nederbörd.